# Mikhaïl Krilov
Mikhaïl Olégovitx Krilov (en rus: Михаи́л Оле́гович Крыло́в; nascut el 14 de juny de 1987) és un jugador d'escacs rus que té el títol de Gran Mestre des del 2012.
Tot i que roman inactiu des de novembre de 20191, a la llista d'Elo de la FIDE del desembre de 2021, hi tenia un Elo de 2479 punts, cosa que en feia el jugador número 194 de Rússia. El seu màxim Elo va ser de 2530 punts, a la llista de març de 2010.

## Resultats destacats en competició
El juliol de 2016 fou tercer a l'Obert de Platja d'Aro amb 6½ punts de 9, empatat amb el segon classificat Jordi Fluvià (el campió fou Mikhail Mozharov).